# Walter Joachim
Walter Joachim (* 21. September 1912; † 8. September 1976 in Berlin) war ein deutscher Karambolagespieler und mehrfacher Weltmeister.

## Karriere
Seine Spezialdisziplinen waren die Freie Partie und das Cadre. Er versuchte sich ebenfalls im Dreiband, konnte dort aber nicht die geforderte Leistung erbringen. 1933 nahm er erstmals bei den Deutschen Dreiband-Meisterschaften in Berlin teil, belegte aber nur den sechsten Platz. Im gleichen Jahr holte er sich bei der Weltmeisterschaft im französischen Lille in der Freien Partie seine erste Goldmedaille und ein Jahr später in Genf Gold im Cadre 45/1. Seine einzige Medaille im Cadre 45/2 gewann Joachim 1934 in Groningen hinter dem Belgier Gustave van Belle und Jean Albert aus Frankreich.

## Erfolge
- Freie-Partie-Weltmeisterschaft:  1933
- Cadre-45/1-Weltmeisterschaft:  1934 •  1936
- Cadre-45/2-Weltmeisterschaft:  1934[2]
- Deutsche Einband-Meisterschaft:  1935